# جان هاريس
جان هاريس (بالإنجليزية: Jean Harris)‏ هي ناشِطة أمريكية، ولدت في 24 أكتوبر 1944، وتوفيت في 15 يونيو 2011.